# Антигерой
В художествената литература и в изкуствата изобщо, антигероят (женският еквивалент е антигероиня) е персонаж, който обикновено се смята за протагонист, но е поне в някои отношения противоположен на класическия герой, а в някои случаи е и негова антитеза. Някои считат значението на думата за достатъчно обширно, за да включва и антагониста, който (за разлика от злодея) предизвиква симпатия, възхищение или уважение. Терминът (поне в английския език) датира от 1714 г., въпреки че литературната критика намира антигерои и в по-ранната световна литература.

## История
Трудно е да се постави с точност хронологически определен исторически момент, в който образът на антигероя се е появил. Антигероят като типаж е еволюирал с времето, като се е променял наред с промяната на обществените представи за героя, като се започне от елизабетинските времена на Фауст на Гьоте и Фалстаф на Уилям Шекспир, към тематично по-мрачната Викторианска литература на 19 век, катоОперата на просяка от Джон Гей, или като един стеснителен, пасивен, нерешителен мъж, който контрастира рязко с други гръцки герои, до новелата Признанията на един убиец от Филип Мийдоус Тейлър (Philip Meadows Taylor). Байроновият герой също поставя литературен прецедент към (по отношение на) модерната концепция за антигероизма.

## Байронови герои
Байроновият герой е бунтарски антигерой, който е симпатичен въпреки отрицанието си на добродетелите.

## Различия с малко вероятните (неправдоподобните) герои
Традиционният тип герой е класически представян като персонаж, който притежава образ „по-голям от живота“ (т.е. нереално възвишен (идеализиран), от англ. larger than life). От тях обикновено се очаква да бъдат по-привлекателни физически, по-силни, по-храбри, по-умни или по-харизматични от средния обикновен човек (от англ. everyman). Малко вероятните (неправдоподобните) герои са просто персонажи, които може да (не) са с големи недостатъци, а просто обикновени хора, въвлечени в необикновени обстоятелства. За разлика от тях антигероят рядко притежава класическите характеристики на героя, но се различава и от неправдоподобните герои по някои съществени черти на характера, въпреки че сивата междинна зона между антигерой и малко вероятен герой е често трудна за определяне.

## В популярната култура
Съвременните герои и антигерои се радват на все по-възходяща морална сложност. През 1930 г., първоначално въведен като мистериозен радиоводещ от Дейвид Крисман (David Chrisman), Уилям Суийтс (William Sweets) и Хари Ингман Шарлот (Harry Engman Charlot) за издателство Street and Smith Publications, персонажът на Сянката (The Shadow) бързо се развива и трансформира от антигерой в икона на поп-културата чрез трудовете на pulp (пулпен, булеварден) писателя Уолтър Б. Гибсън (Walter B. Gibson). Драматурзите от средата на 20 век, като Самюъл Бекет (Samuel Beckett) и Том Стопърд (Tom Stoppard) представят антигероични протагонисти, познаваеми по своята липса на самоличност и решителност. Булевардната художествена литература и детективските истории от типа noir от средата на 20 век виждат набирането на популярност на персонажи като Сам Спейд (Sam Spade), при който отсъства славната привлекателност на предишни героични фигури. Под влиянието на булевардната литература, ранните комикс книги включват антигероични образи, като Подводния (известен и като Подводничаря, от англ. Sub-Mariner), който лесно от една страна опитва да завладее човечеството, а в други случаи се опитва да го спаси. Най-плодовитият/популярен комиксов антигерой (от комиксите на Marvel) е вероятно Наказателят (The Punisher), който без колебание убива тези, които според него заслужават смърт. „Спагетените уестърни“ на Серджо Леоне представят скитащия ренегат („Безименния човек“, изигран от Клинт Истууд), чието грубо държание противоречи с други героични характеристики.
Много от модерните антигерои притежават, или дори олицетворяват, постмодерното отхвърляне (отрицание) на традиционните ценности, характерни за модернистичната литература като цяло, както и разочарованието, обезверяването и разомагьосването, почувствано след Втората световна война и Ядрената ера. Продължаващата популярност на антигероя в модерната литература и в популярната култура като цяло може да е базирано на признаването на това, че личността е преизпълнена с човешки слабости и прегрешения, за разлика от архетиповете на каубоя с бялата шапка и благородния войн, и поради това е по-достъпна за читателите и зрителите (т.е. аудиторията лесно може да се съпостави с подобна персонажна натура). Тази популярност може също така да е показателна за отрицанието и отхвърлянето на авангардизма на традиционните ценности след контракултурната революция на Запад през периода на 1960-те.
В съвременната постмодерна епоха, традиционно дефинираните героични качества, близки с тези на класическия типаж на „рицаря в блестяща броня“, са се поддали (или са трансформирани или заменени) с „твърдата/груба/болезнена/студена истина“ (от англ. „gritty truth“) на живота (реалността като цяло или социалната реалност в частност), и авторитетът като цяло е под съмнение. Мрачният ренегат или архетипът на „благородния престъпник“, илюстрирани от персонажи като Наказателят (The Punisher) или Мръсния Хари (Dirty Harry), бавно се превръщат в част от популярната представа за героична храброст, вместо да се възприемат като негероични характеристики.